# Johann Spratte
Johann Spratte (* 14. März 1901 in Hagen a.T.W; † 1. September 1991 in Osnabrück) war ein deutscher Lyriker, Schriftsteller, Karikaturist und Grafiker.

## Leben
Johann Spratte wurde am 14. März 1901 als zehntes Kind eines aus dem Sauerland stammenden Kesselschmiedes in Hagen bei Osnabrück geboren. Nach dem Besuch der Volksschule in Hagen folgte eine Ausbildung als Buchbinder.
Ein Stipendium ermöglichte ihm ab 1921 den Besuch der Kunstgewerbeschule in München. Daran schlossen sich Anstellungen als Volontär in einem grafischen Betrieb in Dortmund und als Buchbinder und Grafiker in Emsdetten, Lingen und Osnabrück an.
Die Jahre nach der Weltwirtschaftskrise waren durch Arbeitslosigkeit geprägt, nur kurzzeitig unterbrochen durch Anstellungen als Hilfsarbeiter bei der Reichsbahn. 1936 fand er dann eine Stelle als Grafiker in einem Osnabrücker Zeitungsverlag.
1941 folgte ein Wechsel als Zeichner zur Reichsstelle für Raumordnung in Hannover, im April 1944 wurde er als Soldat zur Wehrmacht eingezogen. Ein Angebot, Mitglied der „Reichsschrifttumskammer“ zu werden, lehnte er ab.
Das Kriegsende erlebte Johann Spratte in amerikanischer Gefangenschaft im Kriegsgefangenenlager Wiesenlager Wickrathberg bei Wickrath.
Nach dem Krieg leitete er bis zum Ende seiner beruflichen Tätigkeit das Archiv der Osnabrücker Tagespost (später Neue Osnabrücker Zeitung) und übernahm teilweise auch redaktionelle Aufgaben (Rezensionen, Reiseberichte).
Johann Spratte pflegte enge Kontakte zu Ludwig Bäte, den Lyrikern Albert und Karl Hiemer und dem Karikaturisten Fritz Wolf.
Er war Mitglied des Deutschen Autorenverbandes und gehörte zu den Gründungsmitgliedern der Literarischen Gruppe Osnabrück.
Seit 1973 findet sich sein Name in Kürschners Deutschem Literaturkalender.
1994 wurde in der Gemeinde Hagen eine Straße nach ihm benannt.

## Werk
Die ersten lyrischen Arbeiten Sprattes, volksliedhafte Gedichte und kleine Prosastücke, entstehen bereits während der Zeit der Buchbinderlehre. Ende der 1920er und Anfang der 1930er Jahre wurden seine ersten Gedichte veröffentlicht, bereits 1936 und 1937 strahlten die Sender Luxemburg und Köln regelmäßig Arbeiten von ihm aus.
Johann Sprattes literarisches Schaffen umspannt den Zeitraum von über sieben Jahrzehnten. Die Gedichte weisen eine Vielfalt der Formen, Stilmittel und Themen auf.
Die Gedichte vor 1945 sind vielfach noch durch einen liedhaften Ton, mitunter durch „jugendbewegte Schwärmerei“ und durch eine eher traditionelle Form gekennzeichnet und erwachsen atmosphärisch und thematisch meist aus dem Hintergrund eines erlebten ländlichen Hintergrundes. Die Nachkriegslyrik ist formal viel freier. Sie ist durch knappe Verse mit starker atmosphärischer Dichte, durch neue Inhalte und ein gewandeltes Verhältnis zur Natur geprägt. Die meisten seiner Gedichte basieren auf alltäglichen Erfahrungen und einer persönlichen Betroffenheit. Sie sind der literarischen Strömung der „existentiellen Erkundungen“ zuzuordnen, in der die literarische Auseinandersetzung mit Geschichte und Gesellschaft unter dem Blickwinkel der Folgen für die menschliche Existenz stattfindet.
Kritik artikuliert sich nicht unmittelbar, sondern immer über das Medium der Betroffenheit des einzelnen Menschen.
Bei den Prosaveröffentlichungen handelt es sich meist um Sammlungen recht kurzer und skizzenhafter Geschichten, die in knappen und atmosphärisch dichten Beschreibungen in einer einfachen und klaren Sprache, ihre Themen in der dörflichen Welt vergangener Zeiten suchen. Johann Spratte leugnet aber nicht, dass die Idylle dieses noch behüteten dörflichen Gemeinwesens auch seine Schattenseiten hatte. Viele der Geschichten weisen autobiografische Züge auf.
Das Plattdeutsche spielt in allen Phasen seines literarischen Schaffens eine wichtige Rolle.

## Veröffentlichungen
- Treibholz. Eingesammelte Gedichte. Lechte, Emsdetten 1969
- Zeit der Schwalben. Gedichte.  Lechte, Emsdetten 1975
- Kleines Plattdeutsches Wörterbuch. Sonderdruck aus dem Heimatjahrbuch Osnabrücker Land 1976
- Kindheit in Holzschuhen. Geschichten vom Lande. Lechte, Emsdetten 1977
- Dat Kiärkenjoahr. Up Plattdütsk betrachtet. Lechte, Emsdetten 1978
- Zeit hat keine Bleibe. Erinnerungen an ein altes Dorf. Lechte, Emsdetten 1978
- Gelber Wiesenmond. Ausgewählte Gedichte. Lechte, Emsdetten 1980
- Platt im Osnabrücker Land. Lechte, Emsdetten 1985
- Wie war das denn damals? Leeden Verlag, Tecklenburg 1985
- Randbemerkungen. Essays. Leeden Verlag, Tecklenburg 1985
- Das alte Bild. Gedichte in Platt. Lechte, Emsdetten 1988
- Nach all den Jahren. Prosa und Gedichte aus sieben Jahrzehnten. Wenner, Osnabrück, 2001, ISBN 978-3878983750

## Veröffentlichungen in Anthologien
- Osnabrücker Autoren. Lyrik und Prosa. Verlag Wilfried Th. Sieber, Bünde 1975
- Schreibfreiheit. Lyrik und Prosa. Edition Literatur, Osnabrück 1979
- Signaturen. Lyrikanthologie des Deutschen Autorenverbandes. Gauke, Hann. Münden 1981
- Ansichtssachen. Lyrikanthologie des Deutschen Autorenverbandes. Bläschke, St. Michael 1983
- Im Schatten des Mandelbaums. Westfälische Lyrik aus zwei Jahrhunderten. Heckmann, Münster 1985
- Treffpunkt. Lyrik und Prosa. Anthologie der Literarischen Gruppe Osnabrück. Leeden-Verlag, Tecklenburg 1986
- Wortfelder. Eine Anthologie des Deutschen Autorenverbandes. Reihe Manuskripte 116. Gauke, München 1986